# Rapimento Lindbergh
Il rapimento Lindbergh fu un celebre caso di cronaca nera avvenuto negli Stati Uniti d'America negli anni trenta relativo al rapimento e l'uccisione di un bambino, Charles Augustus Lindbergh Jr., figlio primogenito del famoso aviatore Charles Lindbergh e della moglie Anne Morrow Lindbergh. Il bambino, di appena 20 mesi d'età, venne portato via dalla sua casa di East Amwell, nel New Jersey, la sera del 1º marzo 1932. Più di due mesi dopo, il 12 maggio 1932, il cadavere del bimbo fu ritrovato in un boschetto a poca distanza da casa. Dopo oltre due anni di indagini venne arrestato il carpentiere di origine tedesca Bruno Richard Hauptmann, che si proclamò innocente. Processato tra il 2 gennaio e il 13 febbraio 1935, fu riconosciuto colpevole del crimine, condannato a morte e infine giustiziato tramite sedia elettrica alla New Jersey State Prison il 3 aprile 1936.

## Storia

### Il rapimento
Alle ore 20:00 di martedì 1º marzo 1932 Betty Gow, la governante della famiglia Lindbergh, mise a dormire il bambino nella sua culla. Intorno alle ore 21:30 il padre Charles, che si trovava nella biblioteca adiacente alla camera da letto del figlio, udì un rumore provenire da una stanza vicina; credendo che semplicemente qualcosa fosse caduto in cucina, non ci fece eccessivamente caso. Alle ore 22:00 la governante ritornò nella camera da letto del piccolo e si accorse che la culla era vuota e la finestra aperta. Subito chiamò la madre Anne, domandandole se avesse preso il bambino con sé e, alla risposta negativa, avvisò il padre che a sua volta negò di avere spostato il figlio e, intuendo ciò che era accaduto, accorse nella camera da letto, ove trovò una busta chiusa poggiata sul davanzale della finestra.
Fucile alla mano, Lindbergh uscì all'esterno e perlustrò per diversi minuti tutto il perimetro della casa, per poi risolversi a chiamare la polizia. Gli agenti giunsero sul posto nel giro di 20 minuti, insieme ad alcuni giornalisti e all'avvocato di fiducia dei Lindbergh. A notte inoltrata, nel terreno fangoso attorno all'abitazione (quel giorno aveva piovuto) venne individuata la traccia di uno pneumatico, senza che fosse però possibile capire quale veicolo l'avesse lasciata e dove si fosse diretto. Più tardi, in un cespuglio vicino alla casa, venne rinvenuta una scala a pioli in legno rotta in tre pezzi.

### Le indagini

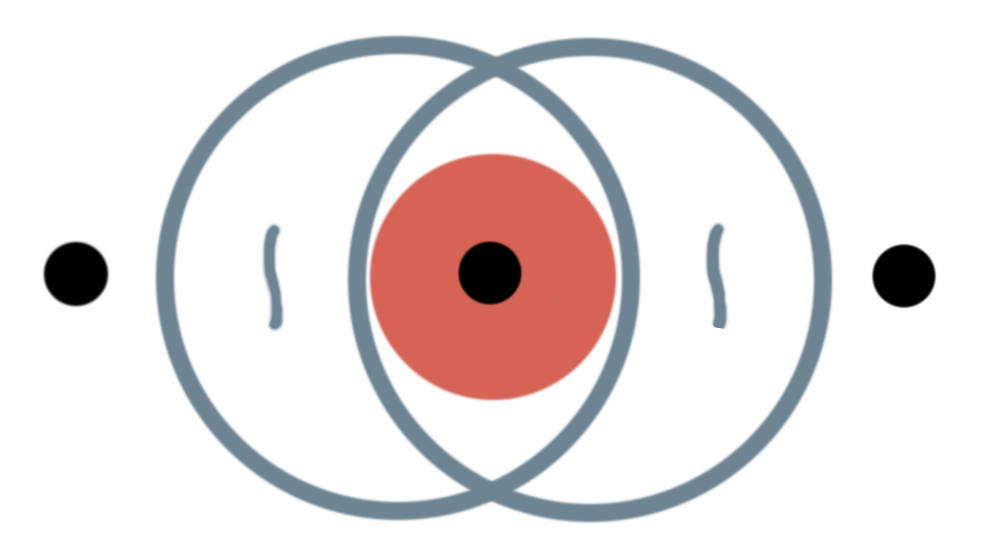
Una riproduzione del curioso "marchio" usato come firma in calce alla lettera. I punti sono i buchi nel foglio.

Tra i primi a giungere sulla scena del crimine vi fu Harry Wolfe, capo della stazione di polizia di Hopewell, accompagnato da ufficiali della polizia del New Jersey. Gli inquirenti perquisirono tutta la casa e i territori circostanti per un'estensione di alcune miglia. Passata la mezzanotte giunse alla villa dei Lindbergh anche un esperto di impronte digitali, che esaminò la lettera lasciata sul davanzale e la scala a pioli ritrovata in giardino. Sulla scala furono ritrovate 400 tracce di impronte digitali e di suole di scarpe, le quali erano però troppo consumate per risultare di una qualche utilità. Nemmeno nella stanza del bambino si riuscì a identificare alcuna impronta digitale, né di estranei, né di familiari. Più in generale nessun indizio utile venne rilevato all'interno o all'esterno della casa. Si provvide quindi ad aprire la busta trovata nella camera da letto del bambino, che si rivelò contenente di richiesta di riscatto, scritta in un pessimo inglese, in brutta grafia e con molti errori di morfosintassi; in calce alla lettera si trovava uno strano simbolo, composto da alcuni cerchi, punti e buchi sulla carta.
| La lettera originale                                          | Trascrizione | Traduzione e adattamento in lingua italiana |
| ------------------------------------------------------------- | --- | --- |
| La richiesta di riscatto lasciata sul davanzale della camera. | «Dear Sir! Have 50.000$ redy 25 000$ in 20$ bills 15000$ in 10$ bills and 10000$ in 5$ bills After 2–4 days we will inform you were to deliver the mony. We warn you for making anyding public or for notify the Police The child is in gut care. Indication for all letters are Singnature (Symbol to right) and three hohls.» | «Egregio Signore! Tenga pronti 50.000 dollari: 25.000 dollari in biglietti da 20 dollari, 15.000 dollari in biglietti da 10 dollari e 10.000 dollari in biglietti da 5 dollari. Tra 2–4 giorni le indicheremo dove consegnare il denaro. La avvertiamo di non divulgare nulla e di non avvisare la polizia. Il bambino è tenuto in buone condizioni. I segni per tutte le lettere sono la firma (il simbolo sulla destra) e tre buchi.» |

La notizia del rapimento circolò molto rapidamente e molte persone iniziarono a recarsi alla tenuta Lindbergh, dai semplici curiosi a persone intenzionate a dare un aiuto. Tra di essi Lindbergh accettò di farsi affiancare da Norman Schwarzkopf Sr. (sovrintendente della polizia del New Jersey), Henry Skillman Breckinridge (avvocato attivo a Wall Street) e William J. Donovan "Wild Bill" (eroe della prima guerra mondiale e futuro capo dell'OSS). Questo gruppo assunse de facto la guida delle indagini, giungendo presto alla convinzione che il rapimento fosse da imputare al crimine organizzato e che la richiesta di riscatto fosse stata scritta da un individuo di madrelingua tedesca. Venne quindi contattato Mickey Rosner, un tirapiedi di Broadway che si diceva fosse in contatto con gli ambienti criminali; Rosner a sua volta contattò due gestori di locali speakeasy, Salvatore "Salvy" Spitale e Irving Bitz, che Lindbergh decise di nominare suoi intermediari.
Molti criminali d'alto profilo tuttavia iniziarono ben presto a smentire il proprio coinvolgimento e alcuni di essi – nello specifico Al Capone, Willie Moretti, Joe Adonis e Longy Zwillman – offrirono addirittura il loro aiuto alla famiglia per ritrovare il bambino, promettendo al rapitore denaro e favori in cambio della liberazione. In particolare Al Capone, che a quel tempo stava scontando una condanna ad undici anni di prigione per evasione fiscale, chiese invano di essere scarcerato per poter "meglio aiutare" la famiglia Lindbergh. 

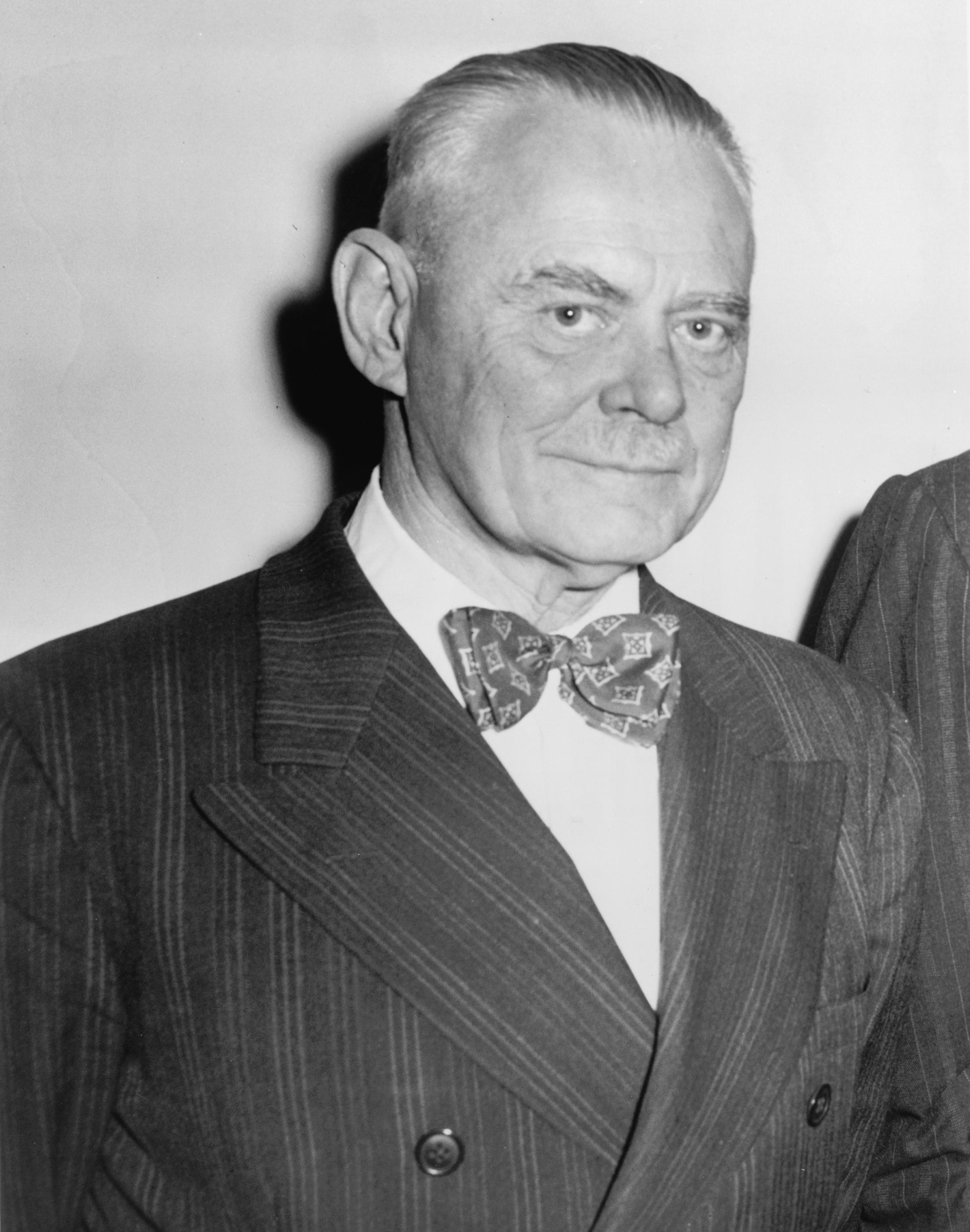
Herbert Norman Schwarzkopf, sovrintendente della polizia del New Jersey.

Il mattino seguente la notizia del rapimento fu riferita al presidente statunitense Herbert Hoover, il quale, sebbene le leggi federali del tempo non contemplassero alcuna disposizione specifica in merito ai casi di rapimento (la legislazione in materia variava da Stato a Stato), dichiarò che avrebbe "smosso cielo e Terra" per ritrovare baby Lindbergh. Il Bureau of Investigation (antesignano dell'FBI) fu quindi autorizzato ad indagare sul caso e furono allertate allo scopo la Guardia Costiera, il servizio doganale nazionale, il servizio d'immigrazione (per prevenire eventuali tentativi di fuga ed espatrio) e la polizia di Washington.
Gli inquirenti del New Jersey offrirono una ricompensa di 25.000 dollari per chi avesse aiutato a ritrovare il bambino sano e salvo. La stessa famiglia Lindbergh offrì altri 50.000 dollari, per un totale di 75.000 dollari (cifra considerevole, a maggior ragione in piena Grande depressione). Al contempo furono stampati e diffusi in varie parti degli Stati Uniti manifesti con la foto e una minuziosa descrizione fisica del bambino.
Nel giro di pochi giorni una nuova lettera dei rapitori arrivò a casa Lindbergh; essa risultava spedita dalla zona di Brooklyn e fu identificata come autentica dal simbolo con i cerchi e i buchi che si trovava in calce al testo. Arrivarono poi una seconda e una terza lettera, sempre spedite da Brooklyn, che a differenza della precedente erano firmate con una sigla che venne interpretata come B.H. La terza in particolare informava che, avendo la famiglia allertato le forze dell'ordine - in contravvenzione alle richieste del primo biglietto -, il riscatto per la libertà del bambino era stato alzato a 70.000 dollari.

### John Condon
Entrò allora in gioco un ex maestro elementare di New York, John F. Condon, che qualche settimana dopo il rapimento scrisse una lettera a Home News, un giornale stampato nel Bronx, offrendo di tasca propria 1.000 dollari al rapitore se avesse liberato il bambino affidandolo a un prete cattolico. A seguito di quest'offerta Condon ricevette una lettera il cui mittente si qualificava come uno dei rapitori e lo autorizzava a fare da mediatore tra loro e i Lindbergh. Il maestro contattò allora i Lindbergh: Charles ritenne la lettera autentica e accettò di "impiegare" Condon come intermediario.
In base alle istruzioni che gli furono fornite a mezzo posta, Condon fece pubblicare un'inserzione sul giornale New York American con scritto semplicemente Money is Ready. Jafsie (Jafsie era il suo soprannome, derivante dalla pronuncia inglese delle sue iniziali JFC), rimanendo poi in attesa di ulteriori indicazioni. Il carteggio tra "Jafsie" e coloro che si qualificavano come i rapitori proseguì nelle settimane seguenti, finché le due parti si accordarono per organizzare un incontro di contrattazione presso il cimitero di St. Raymond, nel Bronx: dal canto suo Condon garantì che vi si sarebbe recato da solo, senza nessun accompagnatore, tantomeno agenti di polizia.
Nella data concordata il maestro si recò nottetempo al cimitero: il giorno dopo riferì ai Lindbergh di non aver visto nessuno in faccia, ma di aver parlato con un uomo dall'accento straniero, nascosto nella penombra. L'uomo aveva detto di chiamarsi John, di essere un "marinaio scandinavo" e di far parte di una gang composta da tre uomini e due donne. A suo dire il piccolo Lindbergh era illeso ed era tenuto su una barca, ove sarebbe rimasto fino al pagamento del riscatto. Condon disse anche di avergli replicato mettendo in dubbio che "John" effettivamente sapesse dove si trovava il bambino e che costui, per tutta risposta, gli aveva promesso di consegnargli come prova un pezzo del pigiama indossato dal piccolo. Condon aggiunse che l'individuo misterioso gli aveva chiesto: «... would I burn, if the package were dead?» (cioè letteralmente ...brucerei, se il pacco fosse morto?, interpretabile come Se il bambino morisse, verrei giustiziato?), salvo poi assicurargli nuovamente che il bambino era vivo e in buone condizioni.
Il 16 marzo 1932 Condon ricevette a domicilio un pacco postale contenente un pigiama da bambino e una settima lettera. Lindbergh, messo al corrente della novità, esaminò il vestito e lo riconobbe come appartenente a suo figlio. A quel punto Condon (attenendosi al testo della missiva) fece una nuova inserzione su Home News scrivendo: Money is ready. No cops. No secret service. I come alone, like last time ("Il denaro è pronto. Niente poliziotti. Niente servizi segreti. Verrò da solo, come l'ultima volta"). Due settimane dopo, il 1º aprile 1932, Condon ricevette una nuova lettera in cui i rapitori si dichiaravano pronti a incassare il riscatto.
La somma di denaro del riscatto venne composta con soli certificati aurei, un tipo di banconota destinato a essere ritirato dalla circolazione a medio/breve termine, nella speranza che il rapitore successivamente potesse tradirsi effettuando grossi pagamenti o cambivaluta con tale tipo di cartamoneta: il numero di serie di ogni biglietto venne annotato e il tutto venne impacchettato in una scatola di legno costruita per l'occasione, sempre nella speranza di poter ritrovare il maltolto e risalire al criminale. La notte del 2 aprile Condon andò a incontrare "John" al solito cimitero. Gli disse di essere riuscito a raccogliere solo 50.000 dollari: l'uomo misterioso accettò il denaro e lasciò al maestro un biglietto, sul quale era scritto che baby Lindbergh era tenuto da due donne "innocenti" su una barca chiamata Nelly, ormeggiata nel porto dell'isola di Martha's Vineyard, nel Massachusetts. Appresa la notizia, Lindbergh partì subito per l'isola, ma arrivato lì scoprì che non c'era nessuna barca di nome Nelly ormeggiata nel porto.

### La scoperta del cadavere
Giovedì 12 maggio 1932 il camionista William Allen, con a bordo il lavorante afroamericano Orville Willson, parcheggiò il suo autocarro sul ciglio di una strada, circa 7,2 km a sud della tenuta dei Lindbergh, presso il villaggio di Mount Rose, nel New Jersey, per una sosta di riposo. Sceso dal camion, si diresse verso un boschetto per urinare; lì rinvenne il corpo di un bambino in avanzato stato di decomposizione. Ripresosi dallo choc, Allen chiamò la polizia, che portò il corpicino all'obitorio di Trenton, ove fu sottoposto a un esame autoptico: i medici trovarono che il cranio era gravemente fratturato (probabile causa della morte) e che i resti sembravano essere stati smembrati da animali selvatici e presentavano alcune bruciature (segno che era stato fatto un maldestro tentativo di arderli). Charles Lindbergh e Betty Gow, informati del ritrovamento, si recarono a Trenton e identificarono la salma osservando una malformazione alle dita del piede destro e la maglia che indossava (cucita da Betty Gow stessa). Lindbergh pretese pertanto di riavere subito il corpo, che il giorno dopo ebbe un funerale strettamente privato e venne cremato nel crematorio di Trenton; le ceneri furono poi disperse nell'Oceano Atlantico.
Non appena il Congresso fu informato del macabro ritrovamento, l'iter parlamentare di approvazione di una legge federale contro i rapimenti venne accelerato, onde consentire all'FBI di dedicarsi alle indagini sul caso.
Nel giugno 1932 gli inquirenti iniziarono a sospettare che il crimine fosse da imputare a qualcuno molto vicino alla famiglia Lindbergh e che godesse della loro fiducia. I sospetti ricaddero su Violet Sharp, una fantesca inglese impiegata presso la famiglia della moglie dell'aviatore, Anne Morrow. Ella si era dimostrata molto nervosa durante l'interrogatorio che le avevano rivolto gli inquirenti ed era caduta in contraddizione quando le era stato chiesto dove si trovasse la notte del rapimento. La Sharp si suicidò il 10 giugno 1932 ingerendo una dose di cianuro, poco prima di essere chiamata a deporre in un ennesimo interrogatorio. Il suo alibi fu poi accertato come veritiero: la paura di perdere il lavoro e i frequenti interrogatori (che a quel tempo potevano essere lunghi e violenti) l'avevano spinta a compiere il gesto estremo.

### Le controversie su John Condon
Dopo la morte di Violet Sharp anche Condon fu chiamato più volte a fornire la sua versione dei fatti alla polizia. La sua casa fu perquisita, ma non emerse alcun indizio a suo carico. Lindbergh stesso difese la posizione del maestro "mediatore". In pratica egli non fu mai indagato ufficialmente, anche se venne additato come un potenziale sospetto dall'opinione pubblica. Dal canto suo egli stesso si mise a indagare per cercare di scoprire chi fossero i rapitori, producendosi anche in azioni eclatanti: ad esempio un giorno, mentre si trovava su un autobus, vide dal finestrino un "sospettato" camminare lungo la strada. Senza porre indugio si presentò all'autista e gli disse di fermare il mezzo: il conducente, colto di sorpresa, lasciò che Condon saltasse a terra e tentasse (invano) di catturare l'individuo sospetto. Condon fu in seguito accusato di usare la vicenda per il suo tornaconto, allorché accettò di apparire in uno spettacolo teatrale inerente al rapimento e di concedere una lunga intervista al periodico Liberty, pubblicata a puntate col titolo Jafsie Tells All ("Jafsie dice tutto").

### Il tracciamento del riscatto

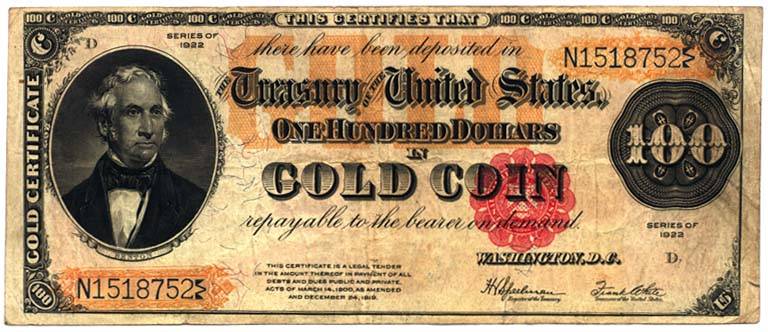
Un certificato aureo del 1922, del tutto analogo a quelli usati per pagare il riscatto di "Baby Lindbergh".

Le indagini sul caso ben presto si arenarono per l'assenza di reperti indiziari di valore: gli inquirenti decisero pertanto di indirizzare gli sforzi nel tracciamento del riscatto. Fu preparato un volantino con tutti i numeri di serie delle banconote adoperate per il pagamento, che fu stampato in 250 000 copie e distribuito perlopiù nel territorio di New York. Nel frattempo alcune delle banconote vennero ritrovate anche a grande distanza dal New Jersey (a Chicago e Minneapolis), ma risultò impossibile risalire a chi le avesse originariamente spese.
Frattanto l'ordine esecutivo 6102 emanato il 5 aprile 1933 dal presidente Franklin Delano Roosevelt aveva disposto - tra l'altro - il ritiro dalla circolazione dei certificati aurei, imponendo che fossero riconsegnati alle banche entro il 1º maggio seguente (oltre ad altre misure, come enunciato nell'Emergency Banking Act). Pochi giorni prima della scadenza un uomo riconsegnò ad una banca di Manhattan una mazzetta di certificati per un valore di 2.980 dollari, che si rivelarono essere tutti provenienti dal riscatto. A quell'ora la banca era molto affollata e nessuno fece caso al cliente in questione, che nella distinta di cambio aveva firmato a nome J. J. Faulkner, residente al 537-West della 149ª strada di New York. Le autorità si recarono dunque all'indirizzo e scoprirono che non vi risiedeva nessuno con cognome Faulkner; il dipartimento del Tesoro dispose allora ulteriori verifiche e si scoprì che a quell'indirizzo nel 1913 aveva vissuto una donna di nome Jane Faulkner, poi trasferitasi dopo aver sposato un certo Giessler. I coniugi furono rintracciati, ma non emerse nulla di concreto contro di loro e il nome sulla distinta venne accertato come fittizio.

### La cattura di Hauptmann
Per circa trenta mesi il detective James J. Finn della polizia di New York e l'agente Thomas Sisk dell'FBI lavorarono sul caso Lindbergh. Insieme riuscirono a rintracciare varie banconote del riscatto, più o meno tutte spese nella zona di New York. Finn annotò su una mappa ogni rintracciamento e trovò che la maggior concentrazione della cartamoneta incriminata si riscontrava lungo la linea IRT Lexington Avenue della metropolitana di New York, che attraversa l'isola di Manhattan passando per il quartiere di Yorkville, sede di una consistente comunità di immigrati germanici. Il 18 settembre 1934 Finn e Sisk vennero a sapere che era stato speso un altro certificato aureo facente parte del riscatto. A tal proposito occorre sottolineare che, a dispetto dell'ordine presidenziale del 1933 (che imponeva ai commercianti di segnalare alle autorità i possessori delle banconote "proibite" e prevedeva multe e possibilità di arresto per questi ultimi), non tutti i certificati aurei erano effettivamente stati ritirati; al 31 luglio 1934 essi erano ancora circolanti per un valore di circa 161 milioni di dollari.
Nel caso specifico il biglietto (da 10 dollari) fu notato da un impiegato di una filiale di Manhattan della Corn Exchange Bank, che l'aveva ricevuto da un benzinaio di nome Walter Lyle. Gli investigatori requisirono la banconota e videro che sul margine era stato scritto a matita il numero di targa di un autoveicolo, 4U-13-41-N.Y. Lyle venne dunque interrogato e rivelò agli inquirenti che la targa apparteneva all'auto di un cliente, che aveva usato il certificato aureo per pagare il pieno di benzina; lui ne aveva preso nota nel timore di avere a che fare con un falsario. Le indagini appurarono che la targa in questione apparteneva ad una berlina Dodge di colore blu, intestata a tale Bruno Hauptmann (Kamenz, 26 novembre 1899), un immigrato tedesco di professione carpentiere, con precedenti penali in patria e un'attività poco cristallina in ambito finanziario, residente al 1279-Est della 222ª strada, nel Bronx.. La polizia si recò a casa sua, lo perquisì e gli trovò addosso un certificato da 20 dollari. Anche il suo garage fu perquisito e al suo interno furono ritrovati 14.000 dollari, provenienti dal riscatto.
Hauptmann venne tradotto nella più vicina stazione di polizia, ove fu lungamente interrogato e anche malmenato dai poliziotti; sin dall'inizio si disse innocente. Riferì che il denaro gli era stato lasciato in una scatola chiusa dal suo amico e socio d'affari Isidor Fisch, morto il 29 marzo 1934, poco dopo essere tornato in Germania. Disse altresì di aver aperto la scatola solo dopo la morte di Fisch e di aver creduto che il denaro fosse frutto di una qualche attività che egli aveva condotto insieme al socio. Negò di essere stato minimamente coinvolto nel crimine e di conoscere la vera origine di quelle banconote. Perquisendo il suo appartamento, gli inquirenti rinvennero altre prove che parevano incastrarlo: un taccuino con gli schizzi di una scala a pioli simile a quella rinvenuta a casa Lindbergh nel 1932, il numero di telefono di John Condon e il suo indirizzo, scritti sulla porta del bagno, e un pezzo di legno che fu identificato come sicuramente appartenente alla scala a pioli.
Hauptmann fu quindi formalmente incriminato il 24 settembre 1934, per l'estorsione di 50.000 dollari ai danni di Charles Lindbergh. Due settimane dopo, l'8 ottobre 1934, arrivò il rinvio a giudizio nel New Jersey per l'assassinio di Charles Augustus Lindbergh Jr. Due giorni dopo, la giurisdizione a suo carico fu avocata interamente allo stato del New Jersey, su indicazione del governatore dello stato di New York Herbert H. Lehman, affinché fosse giudicato principalmente in merito al rapimento del bambino. Hauptmann venne quindi trasferito alla prigione della contea di Hunterdon, a Flemington, il 19 ottobre 1934.

## Il processo

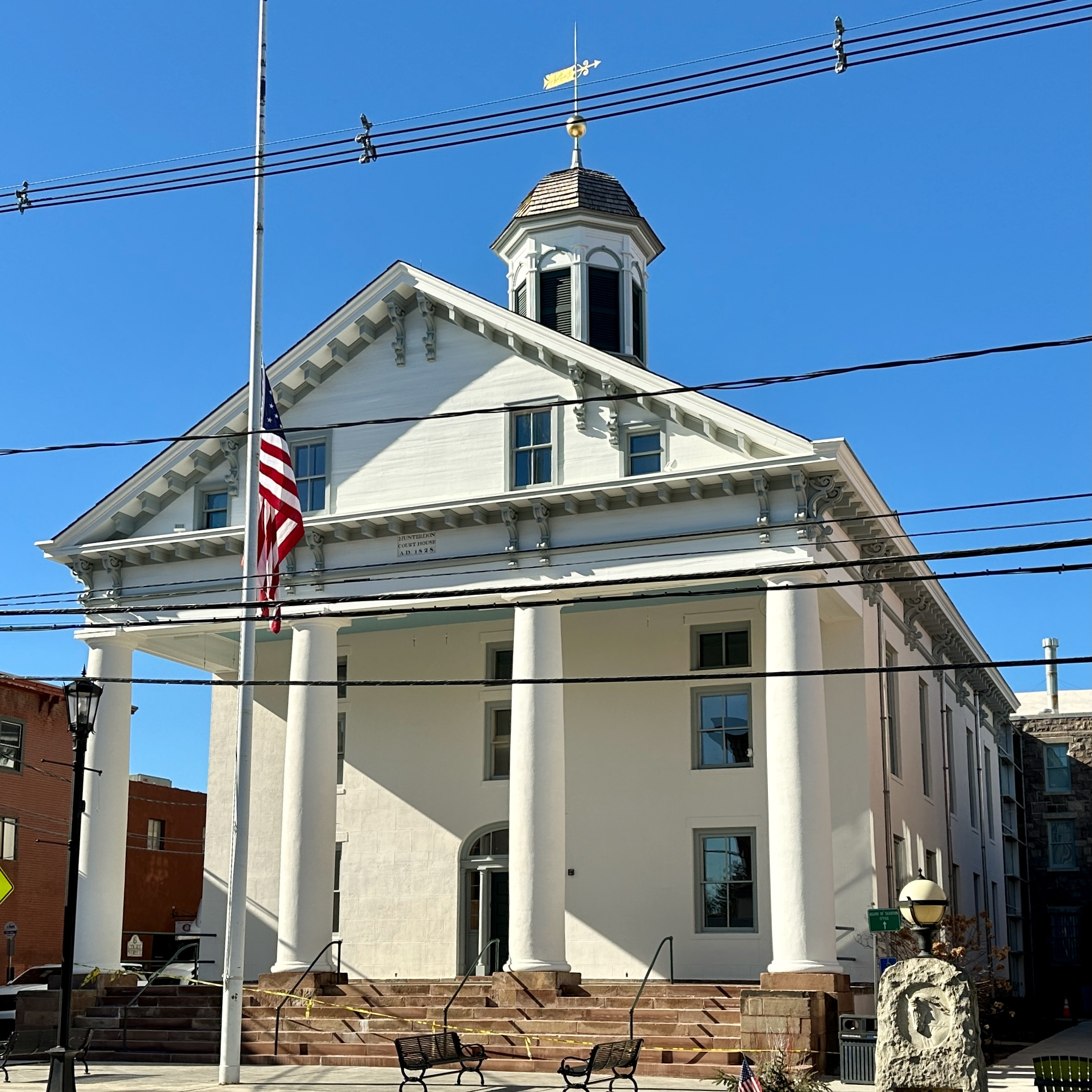
Il vecchio tribunale della contea di Hunterdon, sede del processo.

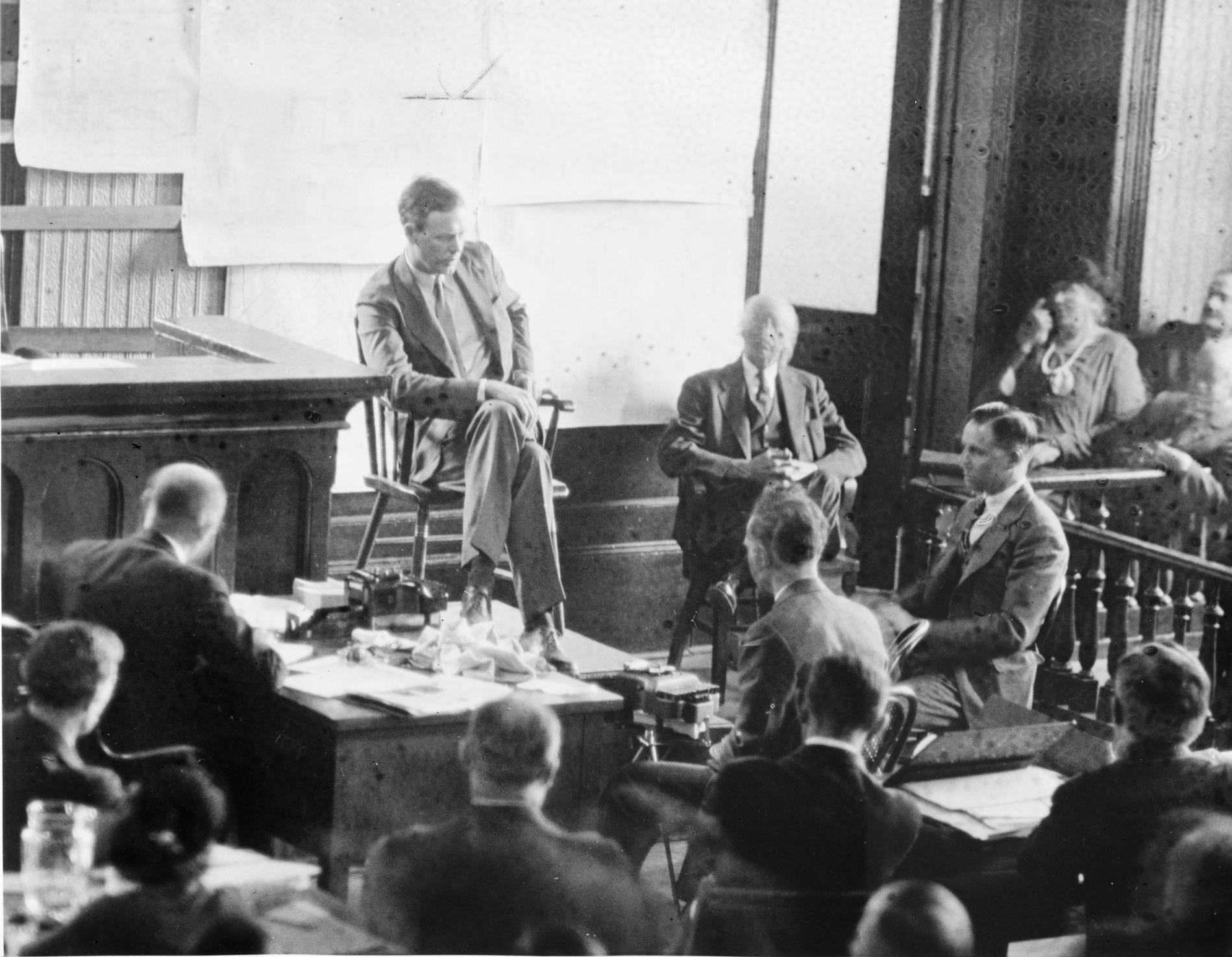
Charles Lindbergh mentre depone al processo.

Il processo ad Hauptmann fu celebrato al tribunale della contea di Hunterdon, nella città di Flemington divenendo un evento mediatico seguito da molti giornalisti. L'avvocato Edward J. Reilly fu inviato dal tabloid Daily Mirror come difensore dell'imputato, in cambio del diritto esclusivo per la testata di pubblicare la storia di Hauptmann. L'accusa venne rappresentata dal magistrato David T. Wilentz.
Oltre ai 14.000 dollari che erano stati ritrovati nel suo garage, l'accusa evidenziò una notevole somiglianza tra la scrittura di Hauptmann e quella della mano che aveva vergato le lettere di rivendicazione (molte delle quali, per inciso, erano firmate con la sigla B.H.). Otto grafologi differenti (Albert S. Osborn, Elbridge W. Stein, John F. Tyrrell, Herbert J. Walter, Harry M. Cassidy, Wilmer T. Souder, Albert D. Osborn e Clark Sellers) furono chiamati a testimoniare dall'accusa. La difesa rispose chiamando a testimoniare gli esperti John M. Trendley, Samuel C. Malone e Arthur P. Meyers ma solo il primo accettò. Grazie agli esami condotti da Arthur Koehler al Forest Products Laboratory, l'accusa introdusse come prova a carico di Hauptmann la corrispondenza tra i pezzi di legno trovati nella soffitta di casa sua con il materiale della scala a pioli ritrovata a casa Lindbergh. Inoltre, il procuratore contestò all'imputato il ritrovamento nella sua casa dei recapiti di Condon, scritti a matita su una porta; Hauptmann replicò dicendo di aver annotato l'indirizzo del "mediatore" dopo aver letto la storia del rapimento su un giornale, avendola trovata interessante e volendo ricordarsene. Quando però l'accusa gli chiese come facesse a conoscere anche il numero di telefono di Condon, Hauptmann rifiutò di rispondere. La difesa non mise mai in discussione l'identità del cadavere del bambino, il cui riconoscimento era bensì stato effettuato in gran fretta, complice la volontà del padre di rientrarne subito in possesso.
Sia Condon che Lindbergh testimoniarono al processo, affermando senza alcun dubbio che il fantomatico "John" con cui avevano più volte interloquito coincideva con Hauptmann. Un altro testimone, Amandus Hochmuth, dichiarò di aver visto Hauptmann la sera del rapimento nei pressi di casa Lindbergh.
Hauptmann venne infine giudicato colpevole e condannato a morte; la sentenza fu confermata in appello, sebbene il governatore del New Jersey Harold G. Hoffman avesse temporaneamente bloccato l'esecuzione del verdetto, incaricando il New Jersey Board of Pardons di rivedere il processo (decisione che scatenò proteste popolari e portò all'espulsione di Hoffmann dal Partito Repubblicano, che lo disconobbe come proprio esponente). Anche quest'ultimo organo rigettò le istanze.
Hauptmann rifiutò una grossa ricompensa in denaro offerta da un giornale in cambio di una sua confessione, ed egualmente rifiutò una proposta di commutare la sentenza in carcere a vita, sempre in cambio di una sua confessione. Venne giustiziato il 3 aprile 1936 mediante sedia elettrica. Dopo la morte di Hauptmann, giornalisti e investigatori indipendenti iniziarono a sollevare dubbi sull'accuratezza delle indagini, su possibili manomissioni delle prove, su possibili testimonianze mendaci e sullo stesso equilibrio della corte che aveva emesso il verdetto. Per due volte, negli anni ottanta, la vedova di Hauptmann, Anna (morta nel 1994), citò in giudizio lo stato del New Jersey, accusandolo di aver ingiustamente fatto uccidere suo marito. In entrambi i casi, i giudici respinsero le istanze.

## Controversie
- Attorno al rapimento Lindbergh iniziarono ben presto a circolare teorie alternative alle verità ufficiali. Un esperto di impronte digitali, Erastus Mead Hudson, che aveva sviluppato una formula a base di nitrato d'argento per trovare impronte anche su materiali come il legno (dove i metodi tradizionali non funzionavano), si occupò del caso. Affermò che, dai risultati delle sue analisi, non si riscontravano impronte appartenenti ad Hauptmann su nessuna parte della scala a pioli rinvenuta quella sera. Quando disse ciò ad un ufficiale di polizia, costui gli replicò, "Good God, don't tell us that, Doctor!" ("Buon Dio, non ci dica queste cose, dottore!"). In effetti la scala era stata trattata con scarsa cura, risultando ripulita da tutte le tracce, ma Herbert Schwarzkopf non volle che la cosa diventasse di dominio pubblico.[29]
- Nel corso degli anni, vari libri hanno affermato l'innocenza di Hauptmann, accusando i poliziotti di aver contaminato la scena del crimine, Lindbergh e i suoi "fiancheggiatori" per aver interferito nelle indagini, i legali di Hauptmann di non averlo difeso a dovere, i testimoni di non essere affidabili. Ludovic Kennedy, in particolare, mise in dubbio l'affidabilità di vari fatti dati per certi dagli inquirenti, come l'appartenenza della scala a pioli ad Hauptmann e le deposizioni di vari testimoni.
- Lo scrittore William Morris, nel suo libro A Talent to Deceive, dichiarò senz'ombra di dubbio l'innocenza di Hauptmann e che Lindbergh fosse a conoscenza dell'identità del vero assassino, ma l'avesse nascosta. Nello specifico, l'autore accusa Dwight Morrow, Jr., cognato dell'aviatore.
- Jim Fisher, ex agente dell'FBI e professore alla University of Pennsylvania,[30] ha scritto due libri sull'argomento: The Lindbergh Case (1987)[31] e The Ghosts of Hopewell (1999).[32][33] In questi due testi, l'autore nega la veridicità delle varie "teorie alternative", bollandole come "una bufala gigante, sostenuta da approfittatori che si appoggiano a un pubblico disinformato e cinico. Al di là di tutti i libri, programmi televisivi e cause legali, Hauptmann è colpevole oggi come lo era nel 1932, quando rapì e uccise il figlio dei Lindbergh."[34]

- Nel 2005, il programma televisivo Forensic Files dell'emittente truTV condusse un riesame accurato di tutte le prove inerenti al caso, con moderni metodi scientifici, arrivando alla conclusione che la scala usata nel rapimento era fatta di legno proveniente dall'attico di casa Hauptmann.[35] Nel programma, tre investigatori (Grant Sperry, Gideon Epstein e Peter E. Baier) lavorarono autonomamente in parallelo. Sperry definì "altamente probabile" che le lettere di rivendicazione fossero state vergate da Hauptmann.[36] Epstein analogamente disse: "ci sono prove lampanti che le lettere furono scritte da una sola persona, e quella persona era Hauptmann".[37] Baier dichiarò che Hauptmann aveva "probabilmente" scritto le lettere, ma aggiunse: "Guardando a tutte queste prove, non si può tracciare una conclusione univoca".[38] Il programma si concluse affermando che l'immigrato tedesco fosse senza dubbio colpevole, ma che sull'intera vicenda permanevano alcune zone d'ombra, ad esempio riguardo a come Hauptmann potesse sapere quando i Lindbergh si trovavano a Hopewell.
- Nel 2012 Robert Zorn pubblicò il libro Cemetery John, nel quale teorizzò che Hauptmann fosse soltanto il tirapiedi di altri due immigrati tedeschi, John e Walter Knoll, additati come mandanti del rapimento.[39]

## Impatto culturale
Il rapimento e il successivo processo ad Hauptmann ebbero amplissima risonanza nell'opinione pubblica statunitense e sulla stampa. Il giornalista H. L. Mencken li definì "l'evento più importante dopo la Resurrezione di Cristo".
Il delitto spinse il congresso degli Stati Uniti d'America ad approvare il Federal Kidnapping Act, meglio noto come "Lindbergh Law" ("legge Lindbergh"), che standardizzò a livello federale le procedure giudiziarie contro simili crimini.
Musica

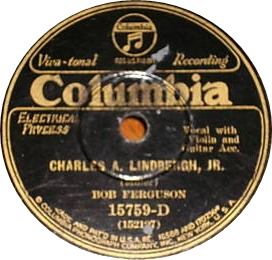
L'etichetta del disco di Bob Ferguson dedicato a baby Lindbergh

- maggio 1932: il giorno dopo il ritrovamento del cadavere del bambino, il cantante country Bob Miller (meglio noto con lo pseudonimo di Bob Ferguson) registrò due canzoni per l'etichetta Columbia, che vennero pubblicate il 13 maggio 1932, inerenti al fatto. I pezzi si intitolavano "Charles A. Lindbergh, Jr." e "There's a New Star Up in Heaven (Baby Lindy Is Up There)".[43]
- giugno 2002: al teatro dell'Opera di Saint Louis andò in scena la prima della nuova opera lirica del compositore Cary John Franklin, intitolata "Loss of Eden." L'opera commemora il centenario della nascita di Charles Lindbergh e il 75º anniversario della trasvolata atlantica, descrivendo i successi e i dolori della vita dell'aviatore. In seguito, il compositore riunì alcuni brani musicali dell'opera in un pezzo sinfonico intitolato "Falls Flyer."
- 2004: nell'album Taking Up Serpents Again dei Curtis Eller's American Circus, si fa riferimento al rapimento Lindbergh nel brano "Amelia Earhart".

Letteratura
- gennaio 1934: Agatha Christie si ispirò al caso Lindbergh per descrivere il rapimento di Daisy Armstrong nel suo bestseller Assassinio sull'Orient Express.
- 1972: nel libro e nel film di Tom Tryon Chi è l'altro? il rapimento Lindbergh è menzionato più volte e su di esso è modellata la storia del rapimento del figlio di Rider e Torrie.
- 1981: il rapimento e i fatti successivi hanno ispirato Maurice Sendak per la scrittura del libro Outside Over There.
- 1991: Max Allan Collins in Stolen Away narra il rapimento e le indagini dal punto di vista di un ipotetico detective. L'autore esamina varie possibili soluzioni del caso
- 2004: Philip Roth nel suo libro Il complotto contro l'America descrive vari scenari e soluzioni attorno al rapimento, con particolare riguardo all'ipotesi che un militante filonazista avesse rapito il bambino con l'intenzione di chiedere a Lindbergh di spendere buone parole per il Terzo Reich. Secondo questa teoria (su cui l'autore non esprime giudizi), il bambino sarebbe stato portato in Germania e lì adottato da una famiglia, entrando poi a far parte della Gioventù hitleriana.
- 2012: il libro The Last Newspaperman di Mark Di Ionno racconta la storia del rapimento vista con gli occhi di un giornalista di tabloid che si trova a fare la cronaca dei fatti e afferma di aver ascoltato la confessione del reato da parte di Bruno Hauptmann.
- James Merrill scrisse una poesia intitolata "Days of 1935", in cui narra il rapimento Lindbergh dal punto di vista del bambino stesso.

Nella lingua
- Nel Venezuela ed altri paesi sudamericani, è diffusa l'espressione idiomatica "Estar más perdido que el hijo de Lindbergh" (essere più perso del figlio di Lindbergh), che significa "essere all'oscuro [di qualcosa]"

Al cinema e in televisione
- 1976: va in onda uno sceneggiato televisivo intitolato Il caso Lindbergh, con Anthony Hopkins nel ruolo di Bruno Hauptmann e Cliff De Young  e Sian Barbara Allen in quelli dei coniugi Lindbergh.
- 1990: nel primo episodio della seconda serie di Twin Peaks l'agente speciale dell' FBI Dale Cooper ferito gravemente da un ignoto sicario, dice che tra le cose che ancora vorrebbe fare nella sua vita ci sarebbe quella di risolvere il caso del rapimento Lindbergh.
- 1995: nella versione originale inglese dell'episodio "Mamma Simpson" del celebre cartone animato I Simpson, mentre viene interrogato dall'FBI, Grampa Simpson urla "I am the Lindbergh baby. Waah! Waah! Goo goo. I miss my fly-fly dada." (cioè Sono il figlio di Lindbergh. [...] Mi manca il mio papà volante!)[44]
- 1996: la HBO produce un film per la televisione intitolato Crime of the Century, con Stephen Rea nel ruolo di Bruno Hauptmann e Isabella Rossellini in quello della moglie Anna. Il film fu nominato ai Golden Globe e agli Emmy Awards.
- 2000: nell'episodio 4 della seconda stagione de I Griffin (Terapia da incontinenza) vi è una parodia del rapimento.
- 2009: nel documentario Tell Them Anything You Want, Maurice Sendak afferma all'intervistatore Spike Jonze di essere ossessionato dal rapimento Lindbergh da quando aveva 2 anni (frase curiosa, in quanto Sendak aveva già 4 anni nel 1932, quando avvenne il caso).
- Nell'episodio 18 della quinta stagione di American Dad!, un uomo si rivolge a Roger e Stan e domanda: "If I just found out I'm the Lindbergh baby who do I tell?" (Se scoprissi di essere il figlio di Lindbergh, a chi lo dico?)
- 2011: nel film J. Edgar di Clint Eastwood si fa riferimento al rapimento Lindbergh; Josh Lucas interpreta Charles Lindbergh, Damon Herriman è Bruno Hauptmann[45] e Stephen Root interpreta Arthur Koehler, uno degli inquirenti.[46]
- 2013: il 31 luglio la PBS, nel corso del programma Nova, trasmise il documentario "Who Killed Lindbergh's Baby?", un'inchiesta condotta dall'ex agente FBI John Douglas, che parte dall'esame del rapimento e del processo Hauptmann per poi ipotizzare l'esistenza di complici nel rapimento.[47]